# Antonio Hernando Grande
Antonio Hernando Grande (Madrid, 4 de septiembre de 1947). Profesor Emérito de la Universidad Complutense de Madrid (2017). Catedrático de Magnetismo de la Materia, desde 1980, en la Universidad Complutense de Madrid donde se doctoró en 1974 bajo la dirección del Profesor Salvador Velayos con la tesis "Procesos de imanación en whiskers de Fe <111>". Realizó su estancia postdoctoral en los laboratorios de Naval Research en Maryland. Desde 1989 a 2017 ha sido Director del Instituto de Magnetismo Aplicado, cuya creación promovió. El Instituto se creó mediante Real Decreto 1405/1989 de 3 de noviembre de 1989, siendo el primer Instituto Universitario creado conforme al marco previsto por la Ley de Reforma Universitaria (LRU). 

## Labor investigadora
Su labor investigadora se ha centrado en el estudio del Magnetismo, y sus aplicaciones tecnológicas en el ámbito industrial. Entre sus temas de investigación se encuentran: el magnetismo de los amorfos y nanocristales, la magnetostricción, el magnetismo de Nanopartículas magnéticas, la magnetoencefalografía y las técnicas experimentales de medida de campos y propiedades magnéticas de los materiales.
Es autor de aproximadamente trescientas publicaciones científicas, de diecisiete patentes y director de veintidós tesis doctorales. Sus publicaciones tienen diez mil referencias a día de hoy. Ha firmado con empresas, españolas y extranjeras, más de sesenta proyectos de investigación en el marco del artículo 83 de la LOU que regula la contratación de profesores con dedicación exclusiva a la universidad.
Ha sido Investigador en el Laboratorio de Investigación Naval de los Estados Unidos en Maryland (Washington) y profesor Invitado en la Universidad Técnica de Viena, en la Universidad de Cambridge donde ocupó la primera Cátedra BBV y en el Instituto Max Planck de Stuttgart.

## Reconocimientos
Es Académico Numerario de la Real Academia de Ciencias Exactas, Físicas y Naturales; doctor honoris causa por la Universidad del País Vasco; Medalla de Oro de la Real Sociedad Española de Física; Premio de Investigación "Miguel Catalán" de la Comunidad de Madrid; Fellow de la American Physical Society; Premio Dupont de la Ciencia 2011 Premio Nacional de Investigación Juan de la Cierva; Premio Transferencia de Tecnología Universidad Complutense de Madrid (2014);doctor honoris causa por la Universidad de Cantabria.

## Publicaciones
Algunos artículos publicados son:
- Permanent magnetism, magnetic anisotropy, and hysteresis of thiol-capped gold nanoparticles.Crespo, P; Litran, R; Rojas, TC; et ál.. PHYSICAL REVIEW LETTERS Volumen: 93  Número: 8 Número de artículo: 087204 Fecha de publicación: AUG 20 2004
- A soft magnetic wire for sensor applications. Vázquez, M; Hernando, A; JOURNAL OF PHYSICS D-APPLIED PHYSICS   Volumen: 29  Número: 4  Páginas: 939-949 Fecha de publicación: APR 14 1996
- Magnetic properties of ZnO nanoparticles. García, M. A.; Merino, J. M.; Fernández Pinel, E.; et ál.. NANO LETTERS Volumen: 7  Número: 6  Páginas: 1489-1494 Fecha de publicación: JUN 2007
- Analysis of the dependence of spin-spin correlations on the thermal-treatment of nanocrystalline materials Hernando, A; Váquez, M; Kulik, T; et ál.. PHYSICAL REVIEW B Volumen: 51  Número: 6  Páginas: 3581-3586 Fecha de publicación: FEB 1 1995 Nº citas: 220
- Exchange interactions through amorphous paramanetic layers in ferromagnetic nanocrystals. Hernando, A; Kulik, T PHYSICAL REVIEW B Volumen: 49  Número: 10  Páginas: 7064-7067 Fecha de publicación: MAR 1 1994